# James L. Pohl

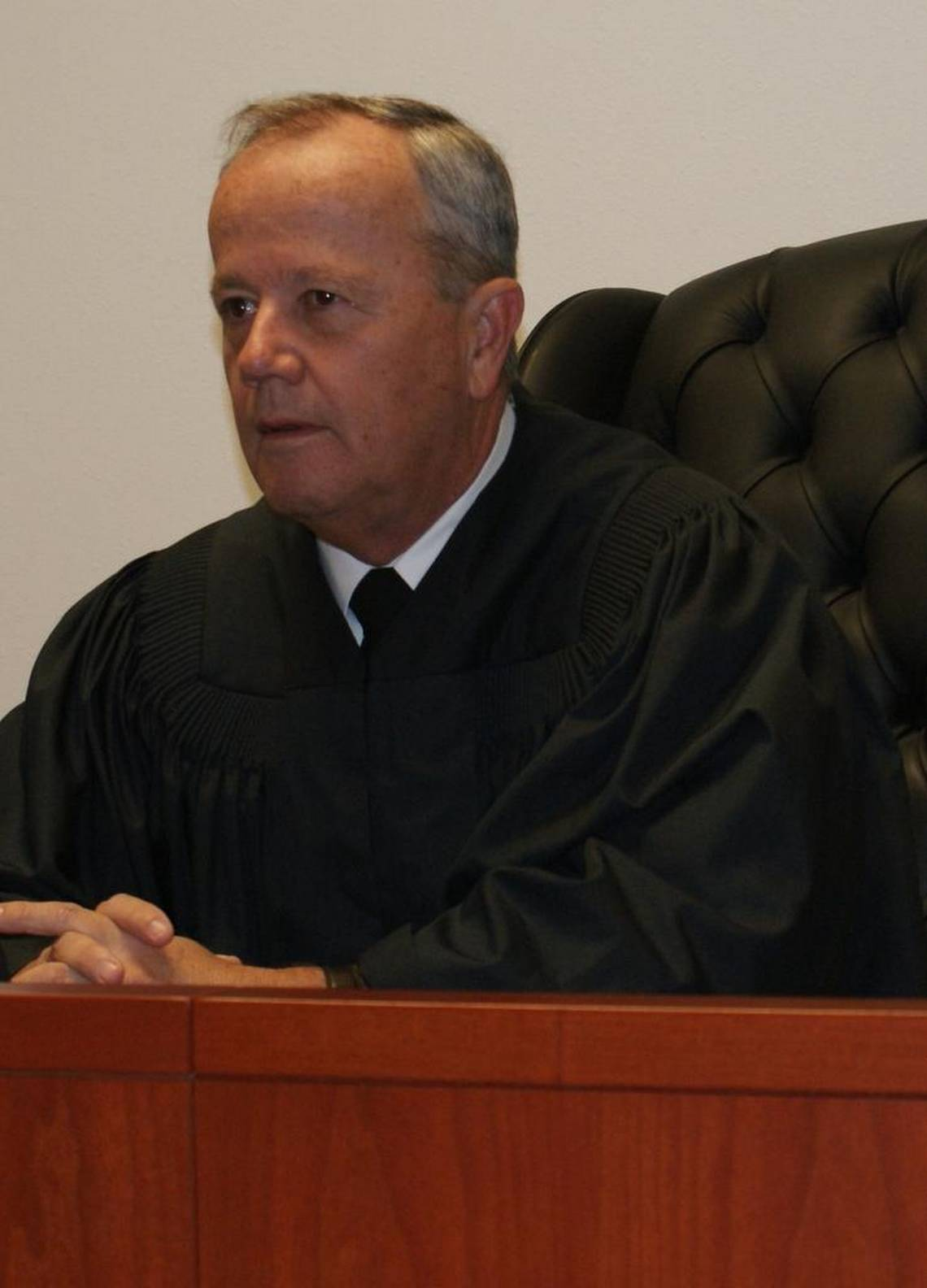
Jamesa L. Pohl

James L. Pohl ist ein US-amerikanischer Militärrichter, der durch seine Position zu den Prozessen auf Guantanamo bekannt wurde.

## Leben
1974 erhielt Pohl einen Bachelor of Science der University of California, Los Angeles, vier Jahre darauf einen Juris Doctor der Pepperdine University School. 1981 bis 1982 war James Pohl Verteidiger der US-Armee in Fort Knox. 1982 bis 1984 war er dort Senior Trial Counsel. Anschließend war er für die US-Armee ein Jahr in Korea tätig. 1985 bis 1988 war Pohl dann in Texas tätig. 1988 erhielt er einen Master of Laws in Militärrecht der The Judge Advocate General's Legal Center and School. 1988 ging Pohl als Verantwortlicher für Zivilrecht nach Bad Kreuznach. Danach war er in Schweinfurt als verantwortlicher Offizier am dortigen Rechtszentrum stationiert. Ab 1990 war er wieder in den USA am in Virginia für die US Army Legal Services Agency tätig. 1994 wurde James Pohl Rechtsberater für das Department of the Army Headquarters (HQDA). 1995 bis 1996 studierte Pohl am Command and General Staff College in Kansas. 1996 wurde er Mitglied des Regionalverteidigungsrates der US-Armee in Fort Leavenworth, Kansas. Als Wehrdisziplinaranwalt war Pohl in den Jahren 1998 bis 2000 tätig. 2000 bis 2002 war er dann Militärrichter am 2. Gerichtsbezirk der US-Armee in Fort Stewart, Georgia. Zwei Jahre darauf wurde er zum vorsitzenden Richter des 5. Gerichtsbezirkes der US-Armee in Heidelberg.
In den Jahren 2004 und 2005 erklärte er öffentlich, dass die Vorgänge im Abu-Ghuraib-Gefängnis kriminell seien. Er war auch Richter bei den Prozessen wegen des Abu-Ghuraib-Folterskandals. Er verhandelte die Klagen gegen Charles Graner und Lynndie England. Am 15. Dezember 2008 wurde James Pohl Nachfolger von Ralph Kohlmann als vorsitzender Richter der Militärkommission für die Guantanamo Bay Naval Base. Im Januar 2009 widersprach James Pohl der Anordnung des neuen Präsidenten Barack Obama, die Verfahren gegen Gefangene in Guantanamo für 120 Tage auszusetzen. Das Verfahren gegen Abd al-Rahim al-Nashiri, der Drahtzieher des Anschlages auf die Cole sein soll, will Pohl wie geplant fortsetzen.